# Adelit
Az adelit ritka ásvány, a kalcium és a magnézium fő arzenátja. A név a görögből származik, άδηλος - „homályos, megkülönböztethetetlen” (annak a ténynek köszönhetően, hogy néha áttetsző).
Általában félgömb alakú, szemcsés vagy tömeges ásványi aggregátumok formájában található. A kristályok törékenyek és egyenetlenek. A Mohs keménységi skála alapján az adelit egy közepes keménységű ásványi anyag.

## Összetétele
Képlete: CaMg(AsO4)(OH), molekulatömege: 220,31 g/mol
| Kalcium   | 18,19% |
| Magnézium | 11,03% |
| Arzén     | 34,01% |
| Hidrogén  | 0,46%  |
| Oxigén    | 36,31% |

## Előfordulása
Elsősorban Svédországban a Värmland tartományban és Filipstad községben fordul elő.